# SummerSlam (2004)
SummerSlam 2004 fue la decimoséptima edición de SummerSlam, un evento pago por visión de lucha libre profesional producido por la World Wrestling Entertainment (WWE). Tuvo lugar el 15 de agosto de 2004 desde el Air Canada Centre en Toronto, Ontario. El tema oficial fue "Summertime Blues" de Rush

## Resultados

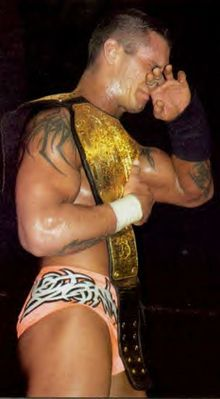
Randy Orton después de ganar el Campeonato Mundial Peso Pesado en SummerSlam 2004

- Lucha en HEAT: Rob Van Dam derrotó a René Duprée (9:38)
  - RVD cubrió a Duprée después de una "Five-Star Frog Splash".
- The Dudley Boyz (Bubba Ray, D-Von y Spike) derrotaron a Rey Mysterio, Billy Kidman y Paul London (8:07)
  - Spike cubrió a Kidman después de un "3D" de Bubba Ray y D-Von.
- Kane derrotó a Matt Hardy (w/Lita) en un "Till Death Do Us Part Match" (6:08)
  - Kane cubrió a Matt después de una "Super Chokeslam".
  - Durante la lucha, Lita interfirió a favor de Hardy.
  - Como resultado, Lita debió contraer matrimonio con Kane.
- John Cena derrotó al Campeón de los Estados Unidos Booker T en un Best of Five Series (1) (06:26)
  - Cena cubrió a Booker después de un "FU".
  - Como consecuencia, Cena consiguió ganar la primera lucha de cinco [1 - 0].
- Edge derrotó a Chris Jericho y Batista reteniendo el Campeonato Intercontinental (8:26)
  - Edge cubrió a Jericho después de una "Spear".
- Kurt Angle (w/Luther Reigns) derrotó a Eddie Guerrero (13:37)
  - Angle forzó a Guerrero a rendirse con el "Angle Lock".
  - Durante la lucha, Reigns interfirió a favor de Angle.
- Triple H derrotó a Eugene (14:06)
  - Triple H cubrió a Eugene después de un "Pedigree" tras una distracción accidental de William Regal.
  - Durante la lucha, Ric Flair interfirió a favor de HHH, mientras Regal interfirió a favor de Eugene.
- John "Bradshaw" Layfield (w/Orlando Jordan) derrotó a The Undertaker por descalificación reteniendo el Campeonato de la WWE .(17:37)
  - Undertaker fue descalificado, por golpear a JBL con el cinturón del campeonato.
  - Después de la lucha, Undertaker aplicó una Chokeslam a JBL, a través del techo de su limusina, quien tuvo que ser sacado en camilla.
  - Durante la lucha, Jordan interfirió a favor de Layfield.

- Randy Orton derrotó a Chris Benoit ganando el Campeonato Mundial Peso Pesado (20:08)
  - Orton cubrió a Benoit después de un "RKO".
  - Después de la lucha, Benoit regresó al ring y le dijo a Orton: "Sé un hombre", luego ambos se dieron la mano en señal de respeto.
  - Con este resultado, Orton se convirtió en el campeón Mundial de Peso Pesado más joven de la WWE, a la edad de 24 años.

## Otros roles
| Comentaristas de RAW - Jerry "The King" Lawler - Jim Ross Comentaristas de SmackDown!/HEAT - Michael Cole - Tazz Árbitros de RAW - Earl Hebner - Mike Chioda - Jack Doan - Chad Patton Árbitros de SmackDown! - Nick Patrick - Jim Korderas - Charles Robinson - Brian Hebner | Entrevistadores - Jonathan Coachman Anunciadores - Lilian García - Howard Finkel - Tony Chimel Comentaristas en español - Carlos Cabrera - Hugo Savinovich Mánager - Eric Bischoff - RAW - Theodore Long - SmackDown! |  |